# Miosite por corpúsculos de inclusão
Miosite por corpúsculos de inclusão é uma doença inflamatória do músculo, caracterizada pela fraqueza muscular lentamente progressiva tanto distal como proximal, mais evidente na musculatura dos braços e pernas.